# Ray the Flying Squirrel
Ray the Flying Squirrel (レイ・ザ・フライングスクイレル Rei za Furaingu Sukuireru?) es un personaje de la saga Sonic the Hedgehog.

## Juegos en los que aparece

### SegaSonic the Hedgehog
Ray the Flying Squirrel apareció por primera vez en el juego arcade SegaSonic the Hedgehog como personaje jugable acompañado de Mighty el Armadillo y Sonic. Ray es capturado por el Dr. Robotnik y Sonic y Mighty tienen que liberarle. Su voz (y única) es interpretada por
Hiroko Yoshino.

### Gale Racer
Ray hace un cameo en el juego Gale Racer (la versión de Sega Saturn de Rad Mobile).

### Sonic Generations
Al igual que en el juego Gale Racer, también hace un cameo en Sonic Generations junto Mighty el Armadillo en City Escape (Solo disponible en las versiones de Xbox 360, PC y PlayStation 3) que dice que están perdidos desde 1993 (Año de salida del SegaSonic the Hedgehog)

### Sonic Mania Plus
En el DLC de Sonic Mania aparecen Mighty The Armadillo y Ray The Squirrel como personajes jugables en el modo encore.

## Otras Apariciones

### Cómics Archie
En la serie de cómics de Archie Comics, Ray la ardilla voladora es un miembro de la Chaotix y es el mejor amigo es Mighty el Armadillo. Los dos unen sus fuerzas con Sonic the Hedgehog, pero Ray queda atrapado en la fuente de energía de la cárcel y se ve atrapado en una sala de transporte. Años más tarde, Mighty lo encuentra y lo lleva a Angel Island. Se une al Team Chaotix y se convirtió en un miembro fiel y tímido. Ayudar al grupo contra varios enemigos en la isla y más tarde luchar contra el Dr. Eggman. Después de esto, Ray también se convirtió en un miembro a tiempo parcial de nuevos Mobotropolis.

## Relaciones

### Amigos/Aliados
- Mighty el Armadillo
- Mathilda la Armadillo (hermana adoptiva en Cómics Archie)
- Sonic the Hedgehog

### Enemigos
- Dr. Ivo "Eggman" Robotnik

## Curiosidades
- En la edición de abril de 1992 de Shogaku Gonensei, Ray apareció junto a Mighty, Vector, Sharps y miembros del elenco del manga Sonic the Hedgehog. Su diseño coincide con el que se ve en la obra de arte conceptual de Naoto Ohshima de "Sonic's Friends".[1]
- Según una entrevista en Sonic Central, Sonic no sabe el paradero de Ray, Bark the Polar Bear, Bean the Dynamite, Nack the Weasel, Chaos o Tikal.[2]
- Ray es el primer personaje de Sonic representado con los dedos de los pies, lo que se puede ver en una de sus animaciones en SegaSonic the Hedgehog.
- Ray es uno de los primeros personajes de Sonic en tener una voz que se escuchó en SegaSonic the Hedgehog.

- Ray hizo un cameo como llavero junto con Sonic y Mighty en el juego de Sega Gale Racer, la versión Sega Saturn de Rad Mobile lanzada en 1994.
- Durante las primeras etapas de desarrollo de Sonic Heroes, se consideró a Ray para incluirlo como uno de los personajes jugables en un equipo formado por él, Mighty the Armadillo y Metal Sonic.[3]
- Ray es "un poco más joven" que Mighty.
- Según Takashi Iizuka, se considera que Ray es parte del "mundo clásico" y el "grupo clásico de personajes" y que todavía existe en ese mundo. También agregó que existe la posibilidad de traerlo de regreso en el futuro en alguna "iteración clásica".[4]
  - Sin embargo, el DLC de Sonic the Hedgehog que se lanzó para Bedrock Edition de Minecraft incluía versiones modernas de Mighty y Ray.